# Жонель Дезіре
Жонель Дезіре (фр. Jonel Désiré; 12 лютого 1997, Міребале, Гаїті) — гаїтянський футболіст, нападник грузинського клубу «Телаві» та національної збірної Гаїті.

## Клубна кар'єра
Вихованець клубу «Міребале», гравець три сезони провів у Гаїті захищаючи кольори місцевих клубів. У 2017 Жонель вісім матчів відіграв за американську команду «Реал Монаркс».
3 липня 2018 року Дезіре підписав однорічний контракт з вірменським клубом «Лорі». 18 липня 2018 «Лорі» оголосив про те що сторони не дійшли згоди по істотним умовам контракту і Жонель повернувся на батьківщину до складу рідної команди «Міребале».
31 серпня 2019 року «Лорі» оголосив про підписання трирічної угоди з гравцем на суму $60,000 доларів.
8 серпня 2020 року Жонель перейшов до іншого вірменського клубу «Урарту».
У грудні 2022 Дезіре перейшов до клубу «Олімпіакос» (Нікосія). 11 січня 2023 повернувся до Вірменії, де уклав угоду з командою «Пюнік». Влітку того року перейшов до грузинського клубу «Телаві».  
16 січня 2024 року Жонель уклав угоду з вірменським клубом «Алашкерт».
16 липня 2024, Дезіре повернувся до грузинського «Телаві».

## Виступи за збірні
Захищав кольори юнацької збірної Гаїті. З 2014 по 2017 виступав за молодіжну збірну Гаїті.
З 2015 року Жонель залучається до лав національної збірної Гаїті, наразі провів у її складі 21 матч.

## Досягнення
Індивідуальні
- Найкращий бомбардир чемпіонату Вірменії: 2020–21